# Christopher Fry
Christopher Fry (* 18. Dezember 1907
in Bristol als Christopher Harris; † 30. Juni 2005  in Chichester) war ein britischer Schriftsteller und Dramatiker.

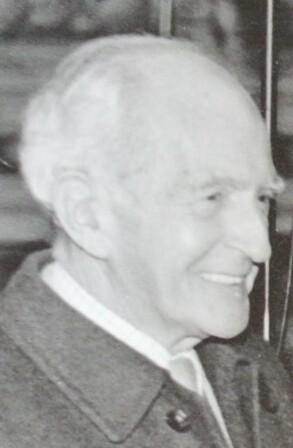
Christopher Fry (1987)

## Leben
Der Sohn eines Missionspredigers und Architekten arbeitete zunächst als Lehrer. 1927 trat er als Schauspieler und Regisseur einer Theatergruppe in Bath bei. Obwohl er kurze Zeit später den Lehrerberuf wieder aufnahm, ließ ihn das Theater nicht mehr los. In den frühen 1930er-Jahren leitete er wiederum als Regisseur eine kleine Theatergruppe und war Theaterkritiker. Zeitgleich begann er mit dem Abfassen von eigenen Stücken. Darüber hinaus übersetzte er Stücke von Jean Anouilh und Jean Giraudoux.
Fry ist vor allem durch seine geistreichen Verskomödien bekannt, in denen er ähnlich wie Anouilh und T. S. Eliot spielerische Leichtigkeit mit scharfsichtiger Betrachtung menschlicher Existenz verbindet. Zu seinen bekanntesten Werken gehören Ein Phoenix zuviel, eine moderne Rezeption der Wandersage um die Witwe von Ephesus, Die Dame ist nicht fürs Feuer und Venus im Licht.
Daneben arbeitete Fry auch als Drehbuchautor und verfasste gemeinsam mit Karl Tunberg, Maxwell Anderson und Gore Vidal das Drehbuch für die Adaption von Lewis Wallace’ Ben Hur (1959, unter der Regie von William Wyler). Im Gegensatz zu Tunberg blieben Anderson, Vidal und Fry allerdings im Vorspann ungenannt. Auch für die Drehbücher der epischen Produktion Barabbas (Regie: Richard Fleischer) und John Hustons aufwendiger Bibel-Verfilmung zeichnete Fry mitverantwortlich.
Bei seinem London-Besuch 1951 sah der Dichter Paul Celan eine Aufführung von Frys Theaterstück Sleep of Prisoners.

## Bibliografie (Auswahl)
- 1946: Ein Phoenix zuviel (A Phoenix Too Frequent)
- 1946: The Firstborn
- 1949: Die Dame ist nicht fürs Feuer (The Lady's not for Burning)
- 1949: Thor, with Angels
- 1950: Venus im Licht (Venus Observed)
- 1954: Das Dunkel ist Licht genug (The Dark is Light Enough)
- 1970: Ein Hof voll Sonne (A Yard of Sun)
- Paradise Lost. Sacra rappresentatione (Oper). Musik (1976–78): Krzysztof Penderecki. UA 1978

## Filmografie (Auswahl)
- 1953: Die Bettleroper (The Beggar’s Opera)
- 1959: Ben Hur
- 1961: Barabbas (Barabbà)
- 1966: Die Bibel (The Bible: In the Beginning…)